# Edin Mujčin
Edin Mujčin (Bosanski Brod, Bòsnia i Hercegovina, 14 de gener de 1970) és un futbolista bosnià. Va disputar 24 partits amb la selecció de Bòsnia i Hercegovina.

## Estadístiques
| Selecció de Bòsnia i Hercegovina | Selecció de Bòsnia i Hercegovina | Selecció de Bòsnia i Hercegovina |
| Anys                             | Partits                          | Gols                             |
| -------------------------------- | -------------------------------- | -------------------------------- |
| 1997                             | 4                                | 1                                |
| 1998                             | 5                                | 0                                |
| 1999                             | 6                                | 0                                |
| 2000                             | 3                                | 0                                |
| 2001                             | 4                                | 0                                |
| 2002                             | 2                                | 0                                |
| Total                            | 24                               | 1                                |